# Sanya Richards-Ross
Sanya Richards-Ross (Kingston, 1985. február 26. –) olimpiai bajnok jamaicai származású amerikai atléta.
Tagja volt a 2004-es és a 2008-as nyári olimpián, valamint a 2003-as és a 2007-es világbajnokságon aranyérmet nyert amerikai váltónak négyszer négyszáz méteren. Egyéniben bronzérmes lett a pekingi olimpián, ezüstérmes a 2005-ös világbajnokságon. A 2009-es berlini világbajnokságon 400 méteren, és a 4 × 400-as váltó tagjaként is világbajnok lett.

## Egyéni legjobbjai
- 60 méter - 7,21 (2004)
- 100 méter - 10,97 (2007)
- 200 méter - 22,17 (2006)
- 400 méter - 48,70 (2006)